# Нестемпово-Влосцянське
Нестемпово-Влосцянське (пол. Niestępowo Włościańskie) — село в Польщі, у гміні Покшивниця Пултуського повіту Мазовецького воєводства.
Населення — 137 осіб (2011).
У 1975-1998 роках село належало до Цехановського воєводства.

## Демографія
Демографічна структура станом на 31 березня 2011 року:
|          | Загалом | Допрацездатний вік | Працездатний вік | Постпрацездатний вік |
| -------- | ------- | ------------------ | ---------------- | -------------------- |
| Чоловіки | 70      | 19                 | 42               | 9                    |
| Жінки    | 67      | 9                  | 41               | 17                   |
| Разом    | 137     | 28                 | 83               | 26                   |